# Dragon Ball Z: Shin butōden
Dragon Ball Z: Shin butōden (ドラゴンボールZ 真武闘伝, Doragon bōru zetto: Shin butōden, littéralement « Les véritables arts martiaux ») est un jeu vidéo de combat par Bandai sur l'univers Dragon Ball Z. Le jeu est distribué sur Saturn le 17 novembre 1995 uniquement au Japon.

## Système de jeu
Dragon Ball Z: Shin butōden reprend les sprites de la version PlayStation (Dragon Ball Z: Ultimate Battle 22), le jeu utilise à nouveau le système d'écran scindé en deux,
. Shin butōden reprend également le gameplay des anciens jeux Dragon Ball Z, à savoir le combat au corps à corps, les projectiles qui s'utilisent grâce à la barre d'énergie située en dessous de la barre des points de vie et des super attaques. Comme dans les précédents jeux, le joueur a la possibilité de recharger manuellement son niveau d'énergie via les boutons A et B de la manette Saturn, mais marque un moment de vulnérabilité.
La version Saturn possède des graphismes revus à la hausse et certains décors sont interactifs, où il est notamment possible de faire grimper le personnage sur un élément de l'arène. Chaque personnage a sa liste de coups affichée durant l'écran de chargement. Shin butōden possède le mode « Mr. Satan Mode », un mode original où un groupe de six combattants est choisi au hasard pour s'affronter, le joueur parie sur les matchs et débute avec la somme de 1 000 zénis avec un objectif de 10 000 zénis à obtenir,. Le joueur peut miser jusqu'à 3 000 zénis maximum. Mister Satan aide le joueur en lui offrant la possibilité d'utiliser une arme telle qu'une peau de banane, une dynamite ou des divers objets permettant d'augmenter la puissance ou la santé du personnage,.